# معسكر هولواي
معسكر هولواي قاعدة عسكرية أمريكية سابقة بالقرب من بليكو في وسط فيتنام.
تأسس كامب هولواي في عام 1962.
كان يقع على طول الطريق 19 على بعد حوالي
3 كيلومترات شرق بليكو في المرتفعات الوسطى في فيتنام.
تم تسمية المعسكر في عام 1963 باسم ضابط صف طيار مروحية Piasecki CH-21
تشارلز إي هولواي ، الذي أصبح في ديسمبر 1962 أول طيار يتم تعيينه في شركة النقل رقم 81 ليتم قتله أثناء القتال.  

## روابط خارجية
- الفيلم القصير STAFF FILM REPORT 66-28A (1966) متوفر للتحميل من موقع أرشيف الإنترنت [المزيد]